# Граніта

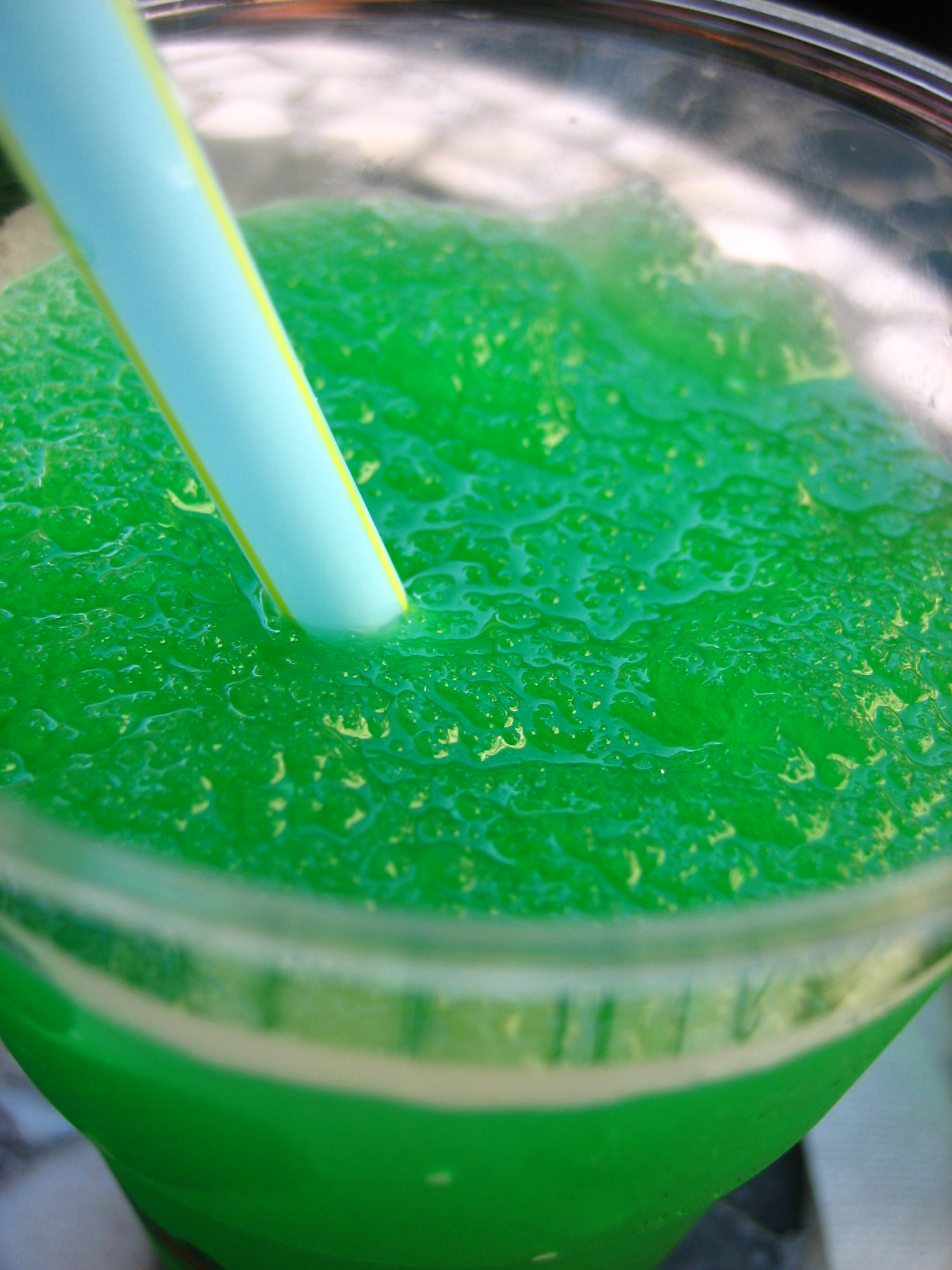
М'ятна граніта

Граніта (граніте) (італ. granita) — сицилійський десерт, який є колотим фруктовим льодом із цукром. Різновид сорбету, але має щільнішу структуру.Кулінарний критик Джеффрі Стейнгартен (Jeffrey Steingarten) зазначає, що щільність десерту варіюється в залежності від місцевості.
При приготуванні використовуються різні способи заморозки — більш пухкі варіанти десерту готуються в морозивниці, а для більш щільних лід зчищають зі стінок морозильної камери для отримання роздільних кристалів.
Можливі інгредієнти: лимонний або апельсиновий сік, фісташки, мигдаль, кава, м'ята , жасмин, а також сезонні ягоди — суниця та шовковиця. Можливе додавання вина або таких міцних алкогольних напоїв, як горілка (граппа), бренді, лікери.
Шоколадна граніта традиційна в місті Катанія, і, згідно зі Стейнгартену, ніде більше в Сицилії не зустрічається.